# Sonia Baby
Sonia Moreno Jiménez, conocida artísticamente primero como Sonia Baby y posteriormente como Chloe Clar (Elche, Alicante; 1 de enero de 1981), es una acróbata vaginal, actriz pornográfica y modelo española.
Sonia nació y se crio en Elche. Trabajó como bailarina gogó en la discoteca 1492 de su localidad natal y en la discoteca KKO de Torrevieja (Alicante).
A comienzos de su carrera, Sonia Baby trabajaba simplemente con el nombre de Baby, que pocos meses después cambió por el de Sonia Baby. Apareció en programas de televisión en España como TNT y más tarde en muchos otros, además de en diversas revistas tales como Primera Línea, FHM, Interviú o Lib.
Gracias a sus diversas apariciones en los medios en España, además de por su espectáculo de acrobacias vaginales entre otros factores, Sonia Baby ha adquirido una gran fama en España y hoy en día es una de las más famosas en su oficio.
En octubre de 2006 recibió el premio Ninfa en el FICEB a la mejor actriz porno española, y además batió el récord de introducirse y extraer en vivo 30 m de cadena de perlas de su vagina. A pesar de su éxito en el porno español, Sonia Baby ha afirmado recientemente no estar muy interesada en su carrera de actriz porno en lo que al cine pornográfico se refiere y prefiere dedicarse a los espectáculos en vivo, que es lo que más le gusta.
Actualmente ha cambiado su personalidad y su imagen haciéndola más pin-up. También ha cambiado su nombre por el de Baby Pinup. Una de sus últimas intervenciones televisivas fue en "DEC".
En septiembre de 2011 se confirma su entrada en el concurso-reality de televisión Acorralados, siendo la 3ª expulsada del concurso. El 12 de diciembre de ese mismo año, fue portada y protagonista del calendario del año 2013 para la revista Interviú. Al año siguiente, fue la portada del mes de marzo de la revista Primera Línea junto a su expareja Omar. En el número 2047 de la revista Interviú volvió a ser portada acompañada por Tatiana Delgado.
En 2014 se cambia el nombre a Chloe Clar, y comienza a participar en nuevos proyectos, uno de ellos, el rodaje de la película Rey Gitano, donde debuta como actriz. También trabaja como gamer para Jukegames, una pequeña empresa que sale en un canal de TDT y en YouTube. En 2015 reaparece en la revista Interviú junto a Tatiana Delgado promocionando su aparición en la película Rey Gitano. Actualmente pertenece al grupo de la compañía de circo "Luxuria".

## Televisión
- TNT: (2004-2007) - Telecinco
- La vía Làctea: (2008) - 8tv.
- Tony Rovira y tú: 25tv
- DEC: (2010) - Antena 3.
- Conexión Samanta: (2011) - Cuatro.
- La Noria: (2009 y 2011) - Telecinco
- Acorralados: (2011) -Concursante oficial del concurso de Telecinco, Acorralados.
- Sálvame: (2011) - Telecinco
- Sálvame Deluxe: (2011) - Telecinco
- JukeGames: En 2014 trabajó durante una temporada en el canal JukeGames como gamer del programa JukeGames.tv, que el canal eliminó posteriormente, y continúa trabajando como gamer por YouTube.

## Cine
- Rey Gitano: Debuta como actriz en la película Rey Gitano, estrenada en julio de 2015 y producida por Juanma Bajo Ulloa.
- Mi gran noche: Reaparece en las grandes pantallas con la comedia de Álex de la Iglesia protagonizada por actores como Blanca Suárez o Mario Casas.
- Kiki, el amor se hace: Aparece de nuevo en la gran pantalla con la película dirigida por Paco León.

## Otras apariciones
- El mundo tras el cristal del grupo musical La Guardia: En 2008 participó en el vídeoclip de dicha canción[2]
- Revistas: Ha sido 4 ocasiones portada de Interviú, portada Primera Línea, PlayBoy y de la revista Tattoo is pain.
- Bibian Blue: En 2012 Sonia Baby ejerce de modelo y desfila en la semana de la moda de Valencia junto a la marca de moda Bibian Blue.
- Why Five: En 2014 es protagonista del videoclip oficial de Honey del grupo Why Five, el grupo famoso que se escogió en la boy-band del El hormiguero
- Anuncio Renfe: En 2015 aparece junto a Tatiana Delgado un anuncio publicitario de la compañía de tren Renfe
- Les castizos: En 2015 participa en el nuevo videoclip del dúo musical Les castizos apareció también en el talent show de telecinco.Got talent